# Campeonato Mundial de Ginástica Artística de 1997
O XXXIII Campeonato Mundial de Ginástica Artística transcorreu entre os dias 31 de agosto e 7 de setembro de 1997, na cidade de Lausana, Suíça.

## Eventos
- Equipes masculinas
- Individual geral masculino
- Solo masculino
- Barra fixa
- Barras paralelas
- Cavalo com alças
- Argolas
- Salto sobre a mesa masculino
- Equipes femininas
- Individual geral feminino
- Trave
- Solo feminino
- Barras assimétricas
- Salto sobre a mesa feminino

## Medalhistas
Masculino
| Evento                    | Ouro                                                                                             | Prata | Bronze |
| Equipes detalhes          | Jian Shen · Li Xiaopeng · Huang Xu · Yu-Fu Lu · Junfeng Xiao · Zhang Jinjing · China · (226,117) | Ivan Ivankov · Vitali Rudnitski · Dimitri Kaspiarovich · Alexander Shostak · Ivan Pavlovski · Alexei Sinkevich · Bielorrússia · (221,568) | Dmitri Vasilenko · Alexei Bondarenko · Alexei Voropaev · Alexei Nemov · Evgeni Ghukov · Nikolai Kryukov · Rússia · (220,682) |
| Individual geral detalhes | Ivan Ivankov · Bielorrússia · (56,887)                                                           | Alexei Bondarenko · Rússia · (56,061) | Naoya Tsukahara · Japão · (56,023)                                                                                           |
| Salto detalhes            | Sergei Fedorchenko · Cazaquistão · (9,581)                                                       | Nikolai Kryukov · Rússia · (9,556) | Adrian Ianculescu · Roménia · (9,437)                                                                                        |
| Solo detalhes             | Alexei Nemov · Rússia · (9,625)                                                                  | Dmitri Karbanenko · França · (9,550) | Li Xiaopeng · China · (9,537)                                                                                                |
| Cavalo com alças detalhes | Valery Belenky · Alemanha                                                                        | Eric Poujade · França | Pae Gil Su · Coreia do Norte · (9,700)                                                                                       |
| Barras paralelas detalhes | Zhang Jinjing · China · (9,775)                                                                  | Li Xiaopeng · China · (9,737) | Naoya Tsukahara · Japão · (9,562)                                                                                            |
| Argolas detalhes          | Juri Chechi · Itália · (9,775)                                                                   | Szilveszter Csollany · Hungria · (9,687)                                                                                                  | Ivan Ivankov · Bielorrússia · (9,662)                                                                                        |
| Barra fixa detalhes       | Jani Tanskanen · Finlândia · (9,700)                                                             | Jesus Carballo · Espanha · (9,675) | Alexander Beresh · Ucrânia · (9,625)                                                                                         |

Feminino
| Evento                       | Ouro | Prata | Bronze                                                                                       |
| Equipes detalhes             | Simona Amânar · Gina Gogean · Alexandra Marinescu · Claudia Presăcan · Mirela Ţugurlan · Corina Ungureanu · Roménia · (153,720) | Svetlana Bakhtina · Elena Dolgopolova · Elena Grosheva · Svetlana Khorkina · Evgenia Kuznetsova · Elena Produnova · Rússia · (153,197) | Bi Wenjing · Kui Yuan Yuan · Liu Xuan · Meng Fei · Mo Huilan · Zhou Duan · China · (152,001) |
| Individual geral detalhes    | Svetlana Khorkina · Rússia · (38,636)                                                                                           | Simona Amânar · Roménia · (38,587) | Elena Produnova · Rússia · (38,549)                                                          |
| Salto detalhes               | Simona Amânar · Roménia · (9,712)                                                                                               | Zhou Duan · China · (9,606) | Gina Gogean · Roménia · (9,600)                                                              |
| Solo detalhes                | Gina Gogean · Roménia · Svetlana Khorkina · Rússia · (9,800)                                                                    | nenhum | Elena Produnova · Rússia · (9,775)                                                           |
| Trave detalhes               | Gina Gogean · Roménia · (9,800)                                                                                                 | Kui Yuan Yuan · China · Svetlana Khorkina · Rússia · (9,787)                                                                           | nenhum                                                                                       |
| Barras assimétricas detalhes | Svetlana Khorkina · Rússia · (9,875)                                                                                            | Meng Fei · China · (9,800) | Bi Wenjing · China · (9,787)                                                                 |

## Quadro de medalhas
| Ordem | País            | Medalha de ouro | Medalha de prata | Medalha de bronze |    |
| ----- | --------------- | --------------- | ---------------- | ----------------- | -- |
| 1     | Rússia          | 4               | 5                | 3                 | 11 |
| 2     | Roménia         | 4               | 1                | 2                 | 7  |
| 3     | China           | 2               | 4                | 3                 | 9  |
| 4     | Bielorrússia    | 1               | 1                | 1                 | 3  |
| 5     | Espanha         | 1               |                  |                   | 1  |
| 5     | Finlândia       | 1               |                  |                   | 1  |
| 5     | Coreia do Norte | 1               |                  |                   | 1  |
| 5     | Itália          | 1               |                  |                   | 1  |
| 9     | Ucrânia         |                 | 1                |                   | 1  |
| 9     | França          |                 | 1                |                   | 1  |
| 9     | Hungria         |                 | 1                | 1                 | 1  |
| 12    | Japão           |                 |                  | 3                 | 3  |
| 13    | Alemanha        |                 |                  | 1                 | 1  |
| TOTAL | TOTAL           | 15              | 14               | 13                | 42 |